# Aponychus bambusae
Aponychus bambusae är en spindeldjursart som beskrevs av Gupta 1990. Aponychus bambusae ingår i släktet Aponychus och familjen Tetranychidae. Inga underarter finns listade i Catalogue of Life.